# Giuseppe Degennaro
Giuseppe Degennaro (Bitonto, 21 ottobre 1940 – 23 ottobre 2004) è stato un imprenditore e politico italiano, fondatore della Libera Università Mediterranea.

## Biografia
Nato il 21 ottobre 1940 a Bitonto, in provincia di Bari, ha sin da giovane profuso il suo impegno nel campo politico ed imprenditoriale. Dirigente industriale e politico, fu amministratore nel comune di Bari dal 1971 al 1979.
Venne eletto per la prima volta deputato per la Democrazia Cristiana nel giugno del 1979. A livello imprenditoriale nel 1987 creò a Casamassima un grande centro commerciale, chiamato Baricentro. Venne confermato deputato anche nelle legislature VIII, IX, X, XI, restando in carica fino al 1994. Negli anni fu componente dei seguenti organi parlamentari: IV commissione (giustizia), V Commissione (bilancio), IX commissione (lavori pubblici), VI commissione (finanza e tesoro), XIII commissione (lavoro e previdenza sociale).
Dopo lo scioglimento della DC aderisce al PPI, alle elezioni politiche del 1994 si candida con il Patto per l'Italia alla Camera nel collegio uninominale Triggiano, ottiene il 25,3% dei voti, senza risultare eletto.
Nel 1995 fondò la Libera Università Mediterranea "Jean Monnet" (ora LUM "Giuseppe Degennaro"), con sede a Casamassima, della quale fu anche rettore.
Successivamente aderisce a Forza Italia, nelle cui liste nel maggio 2001 fu eletto senatore; a Palazzo Madama fece parte della commissione Finanze e tesoro.
Muore il 23 ottobre 2004, da senatore in carica.